# Helm-Flughahn
Der Helm-Flughahn (Dactyloptena orientalis) ist ein Meeresfisch, der vom Roten Meer über den tropischen Indischen Ozean bis zum Pazifik (Japan, Australien, Neuseeland) vorkommt. Als einzige Art der Flughähne besiedelt er auch die Küsten ozeanischer Inseln, z. B. von Ogasawara, Hawaii, Marquesas und Tuamotu.

## Merkmale
Der Helm-Flughahn besitzt einen langgestreckten Körper der sich von vorn nach hinten immer mehr verjüngt. Er ist gekennzeichnet durch sehr stark vergrößerte Brustflossen, die beim Schwimmen wie Tragflächen eingesetzt werden. Der Kopf ist groß und im Querschnitt fast viereckig. Der Helm-Flughahn erreicht eine Körperlänge von durchschnittlich 20 Zentimeter, die Maximallänge kann bis zu 40 Zentimeter betragen. Kopf und Körper sind stark gepanzert. Die Art kann von anderen Flughähnen durch dunkle Flecken auf den flügelartig erweiterten Brustflossen, die aber erst ab einer Größe von 15 Zentimeter deutlich ausgebildet werden.
- Flossenformel: Dorsale VII/9, Anale 0/6–7.

## Lebensweise
Der Helm-Flughahn lebt als Einzelgänger, seltener paarweise vor allem auf Sand- und Schlammboden im küstennahen Wasser in Tiefen von einem bis 100 Metern. Tagsüber graben sich die Tiere oft ein. Er ernährt sich vor allem von wirbellosen Tieren wie Krebsen, Weichtieren, kleine Fische und Würmern. Die Eier sind länglich und werden in das Freiwasser abgegeben. Sie schweben aufgrund von eingelagerten Öltröpfchen im Oberflächenwasser.